# Терујуки Монива
Терујуки Монива (јап. 茂庭 照幸; 8. септембар 1981) јапански је фудбалер.

## Каријера
Током каријере је играо за Шонан Белмаре, Токио, Серезо Осака, Bangkok Glass FC.

## Репрезентација
За репрезентацију Јапана дебитовао је 2003. године. Наступао је на Светском првенству (2006. године) с јапанском селекцијом. За тај тим је одиграо 9 утакмица и постигао 1 гол.

## Статистика
| Јапан  | Јапан   | Јапан  |
| Година | Наступи | Голови |
| ------ | ------- | ------ |
| 2003.  | 2       | 0      |
| 2004.  | 1       | 0      |
| 2005.  | 4       | 1      |
| 2006.  | 2       | 0      |
| Укупно | 9       | 1      |

## Трофеји

### Клуб
- Царски куп (1): 2004.